# 静电印刷
静电印刷是一种干式影印技术。静电印刷的过程不涉及液体化学物质。静电印刷是由美国物理学家切斯特·卡尔森发明，不過他是基于匈牙利物理学家帕尔·塞伦尼的基礎上研發出來。切斯特·卡尔森于1942年10月6日成功申请靜電印刷專利。